# Магическая окружность

Магические концентрические окружности Яна Хуэя – числа на каждой окружности и диаметре (игнорируя центральное число 9) в сумме дают 138

Магические окружности ввёл китайский математик Ян Хуэй (c. 1238–1298) из группы выдающихся сунских алгебраистов (960–1279). Это расположение натуральных чисел по окружностям, в которых сумма чисел на каждой окружности и сумма чисел на диаметрах совпадают. Одна из его магических окружностей составлена из 33 натуральных чисел от 1 до 33, расположенных на четырёх концентрических окружностях с числом 9 в центре.

## Магические окружности Яна Хуэя
Серия магических окружностей Яна Хуэя была опубликована в его работе «Сюйгу чжайци суаньфа»《續古摘奇算法》 (Наследственная давняя коллекция редких методов счисления) 1275 года. Его серия магических окружностей включает 5 магических окружностей в квадрате, 6 окружностей в кольце, восемь магических окружностей в квадрате, 9 магических окружностей в квадрате.

### Магические концентрические окружности Яна Хуэя
Магические концентрические окружности Яна Хуэя (рисунок выше) имеют следующие свойства
- Сумма чисел на четырёх диаметрах равна 147，
  - 28 + 5 + 11 + 25 + 9 + 7 + 19 + 31 + 12 = 147
- Сумма 8 чисел плюс 9 в центре =147;
  - 28 + 27 + 20 + 33 + 12 + 4 + 6 + 8 + 9 = 147
- Сумма по восьми радиусам без 9 = магическому числу 69: например,  27 + 15 + 3 + 24 = 69
- Сумма чисел на каждой окружности (не включая 9) = 2 × 69
- Существует 8 полуокружностей, на которых сумма чисел = магическому числу 69; есть 16 отрезков и дуг (полуокружности и радиусы) с магическим числом 69, больше, чем у магического квадрата порядка 6 с только 12 магическими рядами.

### Магические восемь окружностей Яна Хуэя в квадрате

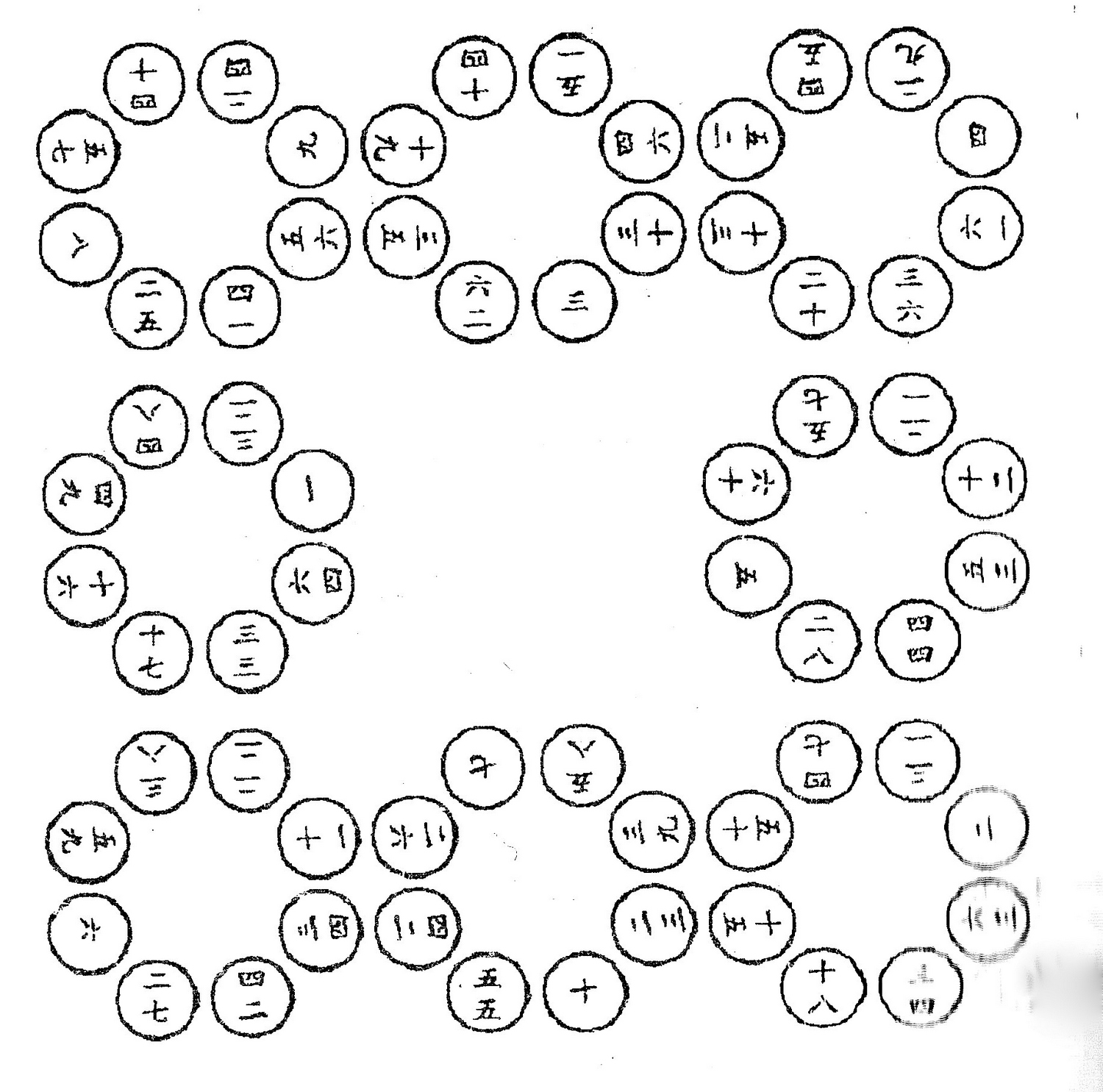
8 магических окружностей Яна Хуэя в квадрате 八阵图

Тот же рисунок с арабскими цифрами

64 числа расположены на окружностях по 8 на каждой с общей суммой 2080 и с суммами по горизонтали и вертикали, равными 260.
Начиная с северо-западного числа по часовой стрелке суммы 8 числовых окружностей:
40 + 24 + 9 + 56 + 41 + 25 + 8 + 57 = 260
14 + 51 + 46 + 30 + 3 + 62 + 35 + 19 = 260
45 + 29 + 4 + 61 + 36 + 20 + 13 + 52 = 260
37 + 21 + 12 + 53 + 44 + 28 + 5 + 60 = 260
47 + 31 + 2 + 63 + 34 + 18 + 15 + 50 = 260
7 + 58 + 39 + 23 + 10 + 55 + 42 + 26 = 260
38 + 22 + 11 + 54 + 43 + 27 + 6 + 59 = 260
48 + 32 + 1 + 64 + 33 + 17 + 16 + 49 = 260
Также суммы восьми чисел вдоль горизонтальных и вертикальных осей
14 + 51 + 62 + 3 + 7 + 58 + 55 + 10 = 260
49 + 16 + 1 + 64 + 60 + 5 + 12 + 53 = 260
Более того, сумма 16 чисел по диагоналям равна удвоенному 260:
40 + 57 + 41 + 56 + 50 + 47 + 34 + 63 + 29 + 4 + 13 + 20 + 22 + 11 + 6 + 27 = 2 × 260 = 520

### Девять магических окружностей Яна Хуэя в квадрате

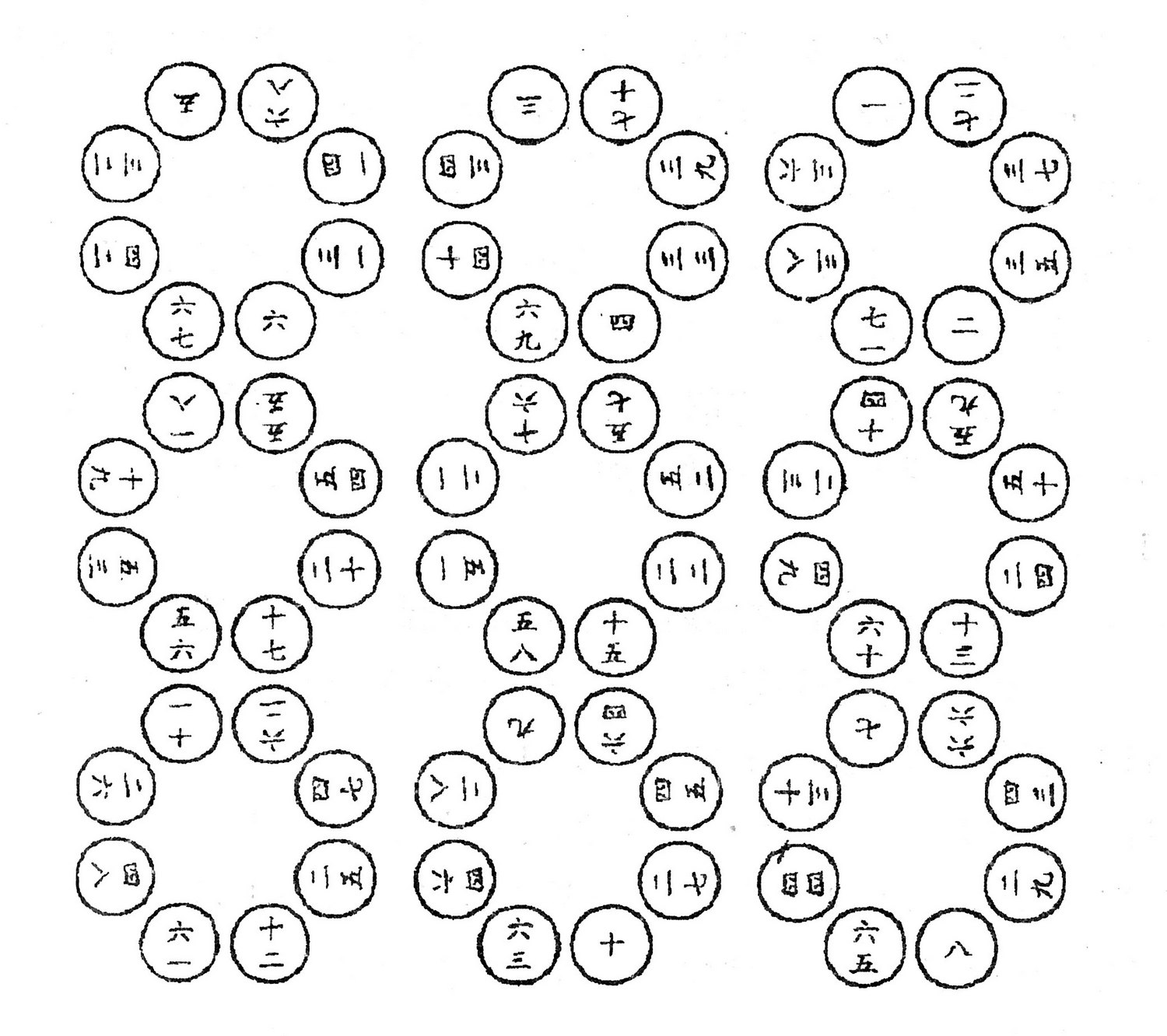
9 магической окружностей Яна Хуэя в квадрате 连环图

72 числа от 1 до 72, расположенных на девяти окружностях. В середине числа образуют ещё четыре числовых окружности, что вместе даёт 13 окружностей по восемь чисел:
| С-З |    | С |    | С-Ю |
|     | x1 |   | x2 |     |
| З   |    | Ц |    | В   |
|     | x3 |   | x4 |     |
| Ю-З |    | Ю |    | Ю-В |

Дополнительная окружность x1 содержит числа из окружностей С-З, С, Ц и З
x2 содержит числа из окружностей С, С-В, В и Ц;
x3 содержит числа от З, Ц, Ю и Ю-З;
x4 содержит числа от Ц, В, Ю-В и Ю.
- полная сумма всех 72 чисел = 2628;
- сумма чисел по любой окружности = 292;
- сумма трёх окружностей по горизонтали = 876;
- сумма трёх окружностей по вертикали = 876;
- сумма трёх окружностей по диагонали = 876.

## Магические окружности Динга Юдонга

Магические окружности Динга Юдонга – числа в каждой окружности (сплошные цветные линии) в сумме дают 200, а числа по каждому диаметру (пунктирные серые линии) в сумме дают 325

Динг Юдонг был математиком и жил в то же время, что и Ян Хуэй. В его магической окружности 6 колец, цифры единиц чисел (то есть последние цифры) пяти внешних колец вместе с цифрой единиц в центре (5)  образуют следующий магический квадрат:
| 4 | 9 | 2 |
| 3 | 5 | 7 |
| 8 | 1 | 6 |
Метод построения: Возьмём
радиальная группа 1=1,11,21,31,41
радиальная группа 2=2,12,22,32,42
радиальная группа 3=3,13,23,33,43
радиальная группа 4=4,14,24,34,44
радиальная группа 6=6,16,26,36,46
радиальная группа 7=7,17,27,37,47
радиальная группа 8=8,18,28,38,48
радиальная группа 9=9,19,29,39,49
радиальная группа =5,15,25,35,45
Расположим радиальные группы 1,2,3,4,6,7,9 так, что
- Каждое число занимает одну позицию на окружности
- Меняем направления так, что одна радиальная группа имеет наименьшее число на внешней стороне, а противоположная группа (по диагонали) имеет на внешней стороне наибольшее число.
- Каждая группа занимает позицию согласно квадрату Ло Шу, то есть группа 1 в позиции 1, группа 2 в позиции 2 и т.д..
- Наконец, формируем самую маленькую окружность так, что

число 5 принадлежит группе 1
число 10 принадлежит группе 2
число 15 принадлежит группе 3
...
число 45 принадлежит группе 9

## Магические окружности Чэна Давэя
Чэн Давэй, математик времён династии Мин, в своей книге «Сюаньфа тунцзун» привёл некоторые магические окружности

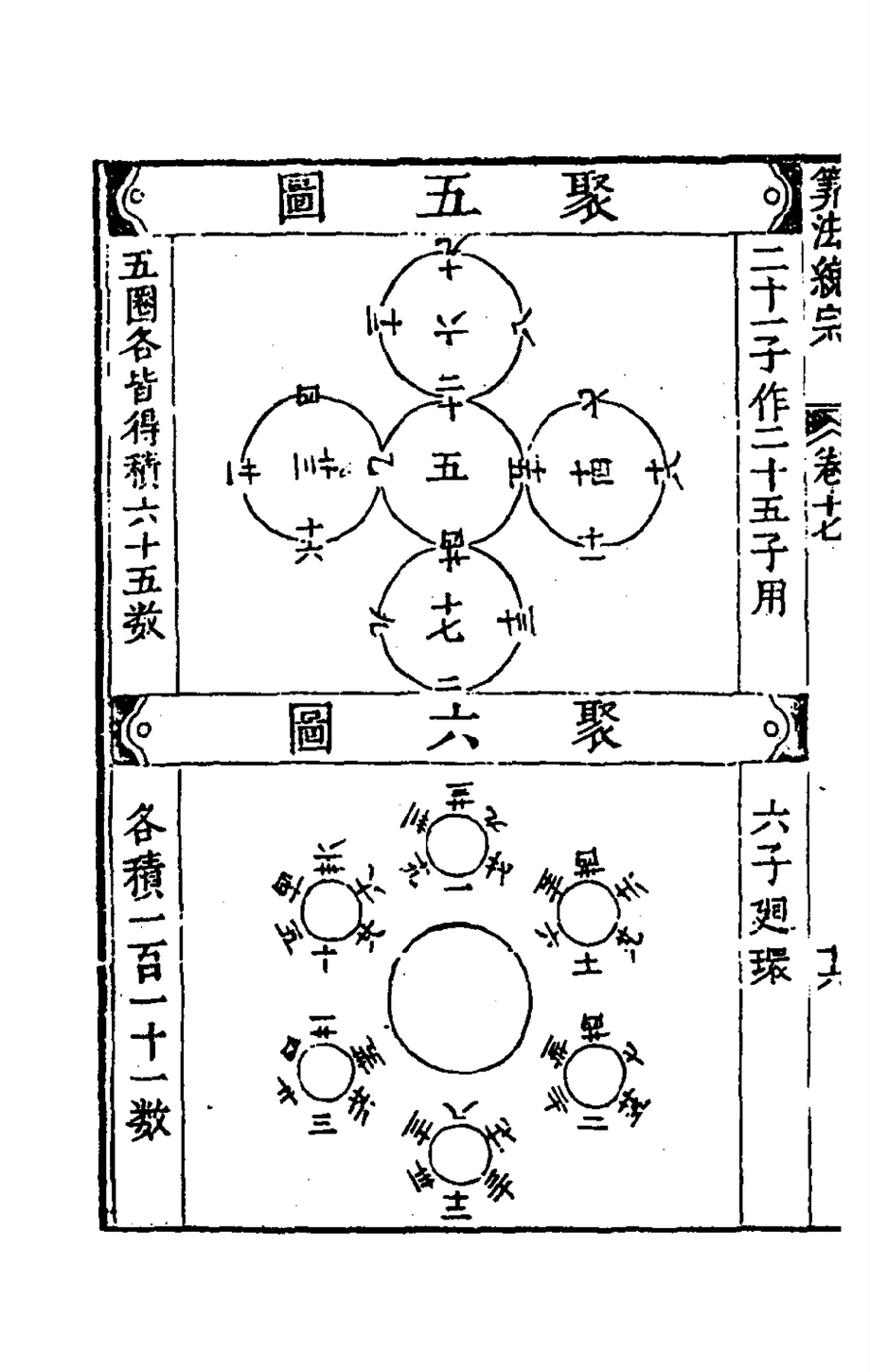
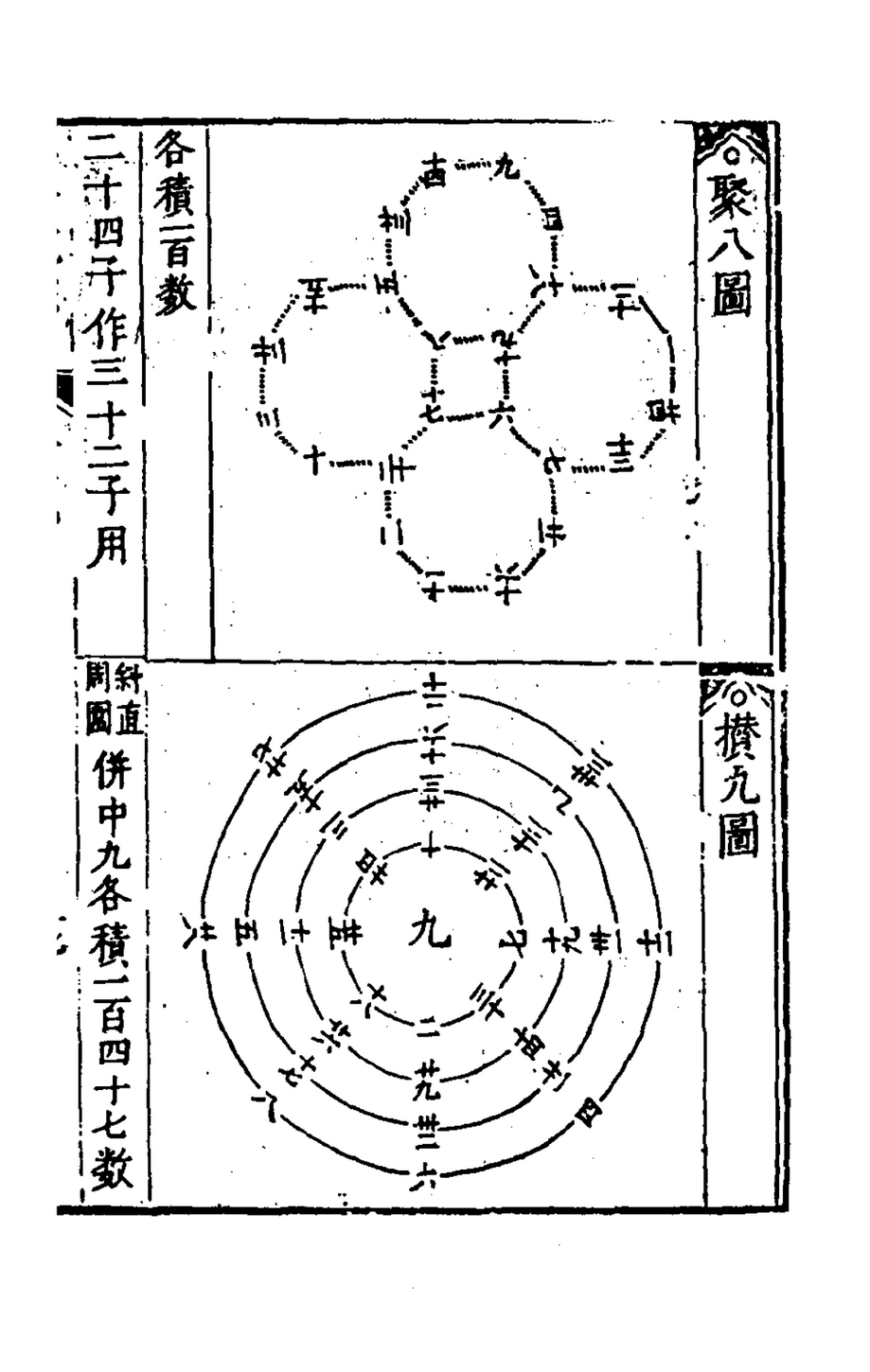
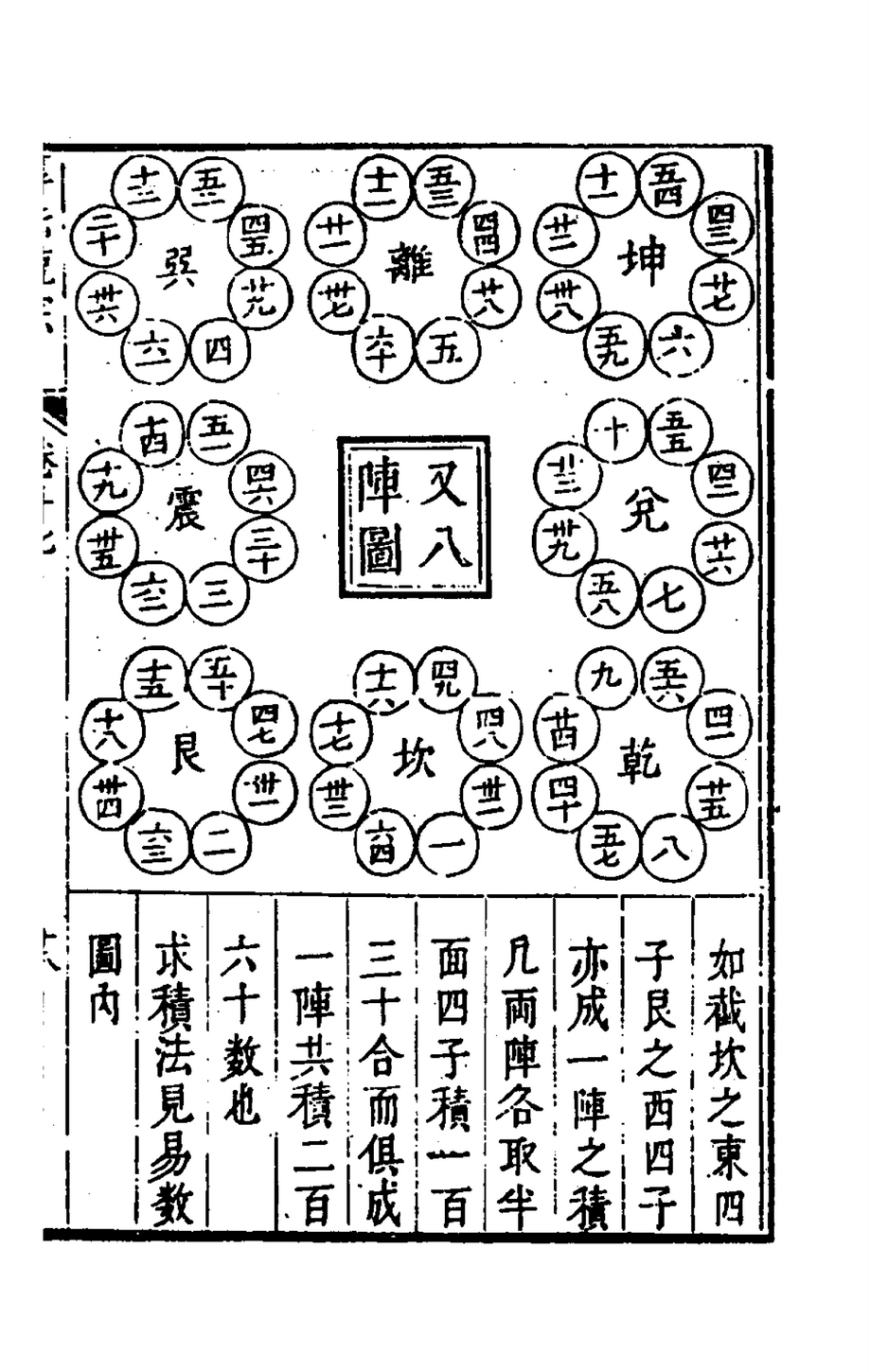

## Расширение на более высокие размерности

Сфера Эндрюса с числами от 1 до 62, расположенных вдоль пересечений 5 окружностей по широтам (пунктирные серые линии) и 6 окружностей по долготе (цветные сплошные линии)

В 1917 году У. С. Эндрюс опубликовал расположение чисел numbers 1, 2, 3, ..., 62 на одиннадцати из двенадцати окружностях на сфере, представляющих параллели и меридианы Земли, так что каждая окружность имеет 12 чисел, в сумме дающих 378.

## Связь с магическими квадратами

Магическая окружность, полученная из магического квадрата

Магическая окружность может быть получена из одного или более магических квадратов путём помещения числа на каждом пересечении окружности и спицы (колеса). Дополнительные спицы могут быть добавлены путём замены столбцов магического квадрата.
В примере на рисунке следующий 4×4 совершенный магический квадрат был скопирован в верхнюю часть  магической окружности. Каждое число с добавлением 16 был помещён симметрично относительно центра окружности. Это приводит к магической окружности, содержащей числа от 1 до 32 с суммами по каждой окружности и диаметром 132.
| 6  | 15 | 4  | 9  |
| 3  | 10 | 5  | 16 |
| 13 | 8  | 11 | 2  |
| 12 | 1  | 14 | 7  |